# Kwatermistrzowie oddziałów piechoty II Rzeczypospolitej
Kwatermistrzowie oddziałów piechoty II Rzeczypospolitej – wykaz oficerów Wojska Polskiego, którzy w latach 1921–1939 pełnili służbę na etatowych stanowiskach dowódców batalionów sztabowych i kwatermistrzów oddziałów piechoty.
W latach 1921–1923 zastępcą dowódcy pułku i jego pomocnikiem w zakresie służby administracyjno-gospodarczej był dowódca batalionu sztabowego. W 1924 roku, w nowej organizacji pokojowej pułku piechoty, utworzono stanowisko kwatermistrza, a zlikwidowano batalion sztabowy i stanowisko dowódcy tego pododdziału.
12 sierpnia 1925 gen. dyw. Stefan Majewski, w zastępstwie ministra spraw wojskowych, zarządził uruchomienie z dniem 1 września tego roku dwumiesiecznego kursu dla kwatermistrzów pułkowych. Celem kursu było ujednolicenie metod gospodarki w oddziałach oraz wyrównanie poziomu wiadomości oficerów – kwatermistrzów w zakresie obowiązujących rozkazów i instrukcji. Kurs mieścił się w gmachu Wyższej Szkoły Wojennej w Warszawie. Słuchacze w liczbie 80 mieli być powołani specjalnymi rozkazami. Komendant kursu dla kwatermistrzów posiadał uprawnienia dowódcy pułku w stosunku do stałego personelu szkolnego i słuchaczy. Podporządkowano mu poczet komendanta kursu oraz kierowników poszczególnych działów szkolnych (mobilizacyjnego, administracyjnego i ewidencyjnego). W skład pocztu wchodził adiutant oraz niezbędne siły pomocnicze, przydzielone przez dowódcę Okręgu Korpusu Nr I. 2 września 1925 odbyło się uroczyste otwarcie I kursu kwatermistrzów przez I zastępcę szefa Sztabu Generalnego gen. dyw. Edmunda Kesslera. Komendantem kursu był ppłk Leopold Bracharz, a kierownikami wyszkolenia: ppłk int. Józef Maryański (administracji wojskowej), mjr SG Józef Gruszka (mobilizacyjny) i mjr Tadeusz Szempliński (ewidencyjny). Przeniesienia służbowe słuchaczy zostały ogłoszone 4 września w Dzienniku Personalnym MSWojsk.
1 kwietnia 1938 roku stanowisko kwatermistrza zostało zamienione na stanowisko II zastępcy dowódcy (zastępcy dowódcy do spraw gospodarczych). W 1939 roku, w organizacji wojennej pułku było ponownie stanowiskiem kwatermistrza.
| Stopień, imię i nazwisko                               | Okres pełnionej funkcji  | Kolejne stanowisko służbowe (dalsze losy)             |
| 1 Pułk Piechoty Legionów                               | 1 Pułk Piechoty Legionów | 1 Pułk Piechoty Legionów                              |
| ------------------------------------------------------ | ------------------------ | ----------------------------------------------------- |
| mjr piech. Zygmunt Wenda                               | VII 1922 – XII 1925      | dowódca I baonu                                       |
| mjr piech. Leon Ulatowski                              | I 1926 – XI 1927         | komendant Kwat. Gł. MSWojsk.                          |
| mjr piech. Jan Chromy                                  | IV 1928 – III 1930       | dowódca baonu                                         |
| mjr piech. August Emil Fieldorf                        | III 1930 – 20 IV 1931    | dyspozycja dyrektora PUWFiPW                          |
| mjr piech. Piotr Łaszkiewicz                           | X 1931 – IV 1935         | praktyka poborowa w PKU Wilno Miasto                  |
| mjr piech. Witold Rosołowski                           | od IV 1935               | komendant Okręgu Związku Strzeleckiego nr 1           |
| ppłk piech. Adam Obtułowicz                            | 1938–1939                | OZ 1 DP Leg.                                          |
| kpt. Stanisław Dobrski                                 | VIII – IX 1939           | komendant Okręgu Polesie AK                           |
| 2 Pułk Piechoty Legionów                               |                          |                                                       |
| kpt. piech. Marian Mikołaj Ludwik Adalbert Szelągowski | p.o. 10 VII 1922 – 1924  | dowódca III baonu                                     |
| mjr piech. Józef Sitko                                 | 1924 – 1925              | dowódca I baonu                                       |
| mjr Stanisław Tyro                                     | V – VIII 1925            | dowódca III baonu                                     |
| mjr piech. Józef Sitko                                 | od VIII 1925             |                                                       |
| mjr piech. Edward Senk                                 | od V 1927                |                                                       |
| mjr piech. Feliks Pamin (III – X 1931                  |                          |                                                       |
| mjr piech. Józef Kopecki                               | X 1931 – 1936            | dowódca I baonu                                       |
| mjr piech. Wiktor Feist                                | do IX 1939               | kwatermistrz 94 pp                                    |
| 3 Pułk Piechoty Legionów                               |                          |                                                       |
| kpt. piech. Stanisław Michocki                         | 1922 – 1924              |                                                       |
| mjr piech. Konstanty Bilczyński                        | był w 1925 – V 1927      |                                                       |
| mjr / ppłk piech. Franciszek Sudoł                     | V 1927 – IV 1928         |                                                       |
| mjr piech. Antoni Balko                                | IV 1928 – III 1929       |                                                       |
| mjr piech. Piotr Mienicki                              | VII 1929 – IV 1934       | dyspozycja dowódcy OK II                              |
| mjr piech. Tadeusz Brincken                            | IV 1934 – IV 1935        | dowódca baonu                                         |
| mjr piech. Kazimierz Nizieński                         | IV 1935 – 1939           |                                                       |
| kpt. piech. Franciszek Cieślar                         | IX 1939                  | niemiecka niewola                                     |
| 4 Pułk Piechoty Legionów                               |                          |                                                       |
| mjr piech. Marian Prosołowicz                          | VII 1922 – 1924          | dowódca III baonu 86 pp                               |
| kpt. piech. Tadeusz Jasieński-Werner                   | p.o. od IV 1924          |                                                       |
| mjr piech. Franciszek Leon Waldek                      | od V 1925                |                                                       |
| mjr piech. Konrad Żelazny                              | X 1926 – IX 1930         |                                                       |
| mjr piech. Leopold Łopuszański                         | III 1931 – III 1932      | inspektor WFiPW DOK X z siedzibą w Kielcach           |
| mjr piech. Franciszek Jan Zabiegaj                     | do X 1932                | dowódca baonu                                         |
| mjr piech. Władysław I Dec                             | X 1932 – ?               | komendant RU Ciechanów                                |
| mjr piech. Franciszek Jan Zabiegaj                     | do 1939                  |                                                       |
| kpt. piech. Jerzy Dąbrowski                            | IX 1939                  | †6 X 1939                                             |
| 5 Pułk Piechoty Legionów                               |                          |                                                       |
| kpt. piech. Rudolf Wawrouch                            | 10 VII 1922 – 1923       | dowódca I batalionu                                   |
| mjr piech. Michał Białkowski                           | 1924 – 1925              |                                                       |
| mjr / ppłk piech. Zdzisław Zajączkowski                | XI 1926 – I 1930         | zastępca dowódcy 7 pp Leg.                            |
| mjr piech. Alojzy I Nowak                              | III 1930 – XII 1932      | dowódca baonu                                         |
| mjr piech. Stanisław Kordziński                        | XII 1932 – VI 1933       | Biuro Personalne MSWojsk.                             |
| mjr piech. Gustaw Czeczukowicz                         | VI 1933 – VI 1934        | praktyka poborowa w PKU Suwałki                       |
| mjr piech. Wilhelm II Wilczyński                       | VI 1934 – IX 1939        | dowódca I/205 pp                                      |
| kpt. piech. Wacław Stasiewicz                          | IX 1939                  | komendant Obwodu Zamość AK                            |
| 6 Pułk Piechoty Legionów                               |                          |                                                       |
| mjr piech. Wilhelm Sokol                               | 1923 – IV 1924           | komendant Kadry Baonu Zapasowego                      |
| mjr piech. Jan Balsewicz                               | IV 1924 – II 1927        | praktyka poborowa w PKU Wilno Powiat                  |
| mjr piech. Dominik Tarasiewicz                         | VI 1927 – III 1929       | dyspozycja dowódcy OK III                             |
| mjr piech. Szczęsny Tadeusz Wójcik                     | VII 1929 – X 1931        | słuchacz Wyższej Szkoły Wojennej                      |
| mjr piech. Roman Wart                                  | X 1931 – IV 1934         | dowódca baonu 12 pp                                   |
| mjr piech. Leopold Władysław Jaxa                      | IV 1934 – 1939           |                                                       |
| kpt. piech. Kazimierz Miller                           | VIII – †14 IX 1939       |                                                       |
| 7 Pułk Piechoty Legionów                               |                          |                                                       |
| kpt. / mjr piech. Jan Michnowicz                       | 1923 – 1924              | dowódca III baonu                                     |
| mjr piech. Franciszek Pytel                            | 1925 – II 1927           | dowódca II baonu                                      |
| mjr piech. Michał Zawadzki                             | II 1927 – III 1929       | dyspozycja dowódcy OK II                              |
| mjr piech. Kazimierz Wiśniowski                        | VII 1929 – 5 I 1931      | słuchacz Wyższej Szkoły Wojennej                      |
| mjr piech. Jakub Hanejko                               | III – X 1931             | dyspozycja dowódcy OK II                              |
| mjr piech. Stanisław II Stankiewicz                    | XI 1931 – 7 VI 1934      | komendant PKU Płock                                   |
| mjr piech. Kazimierz Pruszkowski                       | IV 1934 – II 1938 (?)    | dowódca 1 morskiego baonu strzelców                   |
| mjr piech. Władysław II Sochacki                       | 1938 (?) – IX 1939       | niemiecka niewola, Oflag VII A Murnau                 |
| 8 Pułk Piechoty Legionów                               |                          |                                                       |
| mjr piech. Aleksander Franciszek Bagieński             | VII 1922 – VII 1925      | dowódca III baonu                                     |
| mjr piech. Stanisław Jan Marek                         | od IX 1925               |                                                       |
| mjr piech. Jakub Jaworski                              | X 1926 – XI 1928         | dowódca baonu                                         |
| mjr piech. Józef Stanisław Andruszewski                | XI 1928 – III 1929       | dyspozycja dowódcy OK II                              |
| mjr piech. Jan I Sadowski                              | VII 1929 – III 1932      | komendant placu Lida                                  |
| mjr piech. Jan II Mazurkiewicz                         | III – XII 1932           | Biuro Personalne MSWojsk.                             |
| mjr piech. Józef Mordarski                             | XII 1932 – XI 1935       | dowódca baonu                                         |
| mjr piech. Tadeusz Sabatowski                          | 1939                     | niemiecka niewola, Oflag VII A Murnau                 |
| kpt. piech. Włodzimierz Makowski                       | IX 1939                  | niemiecka niewola                                     |
| 9 Pułk Piechoty Legionów                               |                          |                                                       |
| kpt. piech. Józef Matecki                              | od 23 V 1923             |                                                       |
| mjr piech. Henryk Bazylko                              | 1925                     |                                                       |
| mjr piech. Jan Karol Madey                             | do XII 1926              | dowódca I baonu                                       |
| mjr piech. Jan Zygmunt Berek                           | XII 1926 – 1929          | słuchacz WSWoj.                                       |
| mjr piech. Stanisław Abramowicz                        | do X 1931                | dowódca baonu                                         |
| mjr piech. Jan Wrzosek                                 | X 1931 – IV 1935         | dowódca baonu                                         |
| mjr piech. Kazimierz Gołkowski                         | IV 1935 – ?              | wykładowca CWPiech.                                   |
| mjr piech. Stanisław Michocki                          | X 1937 – 1939            |                                                       |
| kpt. piech. Franciszek Gawrych                         | IX 1939                  |                                                       |
| 10 Pułk Piechoty                                       |                          |                                                       |
| mjr piech. Władysław Cierpicki                         | VII 1922 – VII 1925      | dowódca II baonu                                      |
| mjr piech. Paweł Ortyński                              | VII 1925 – V 1927        | dowódca III baonu                                     |
| mjr piech. Otton Bruno Urban                           | V – VI 1927              | dowódca III baonu                                     |
| mjr piech. Franciszek Studziński                       | VI 1927 – III 1930       | dowódca 2 baonu strzelców                             |
| mjr piech. Franciszek Mucha                            | III 1930 – 31 XII 1932   | stan spoczynku                                        |
| mjr piech. Teodor Błoch                                | XII 1932 – VIII 1935     | komendant PKU Sarny                                   |
| mjr piech. Franciszek Piotrowiak                       | VIII 1935 – 1939         |                                                       |
| 11 Pułk Piechoty                                       |                          |                                                       |
| mjr piech. Leonard Samborski                           | VII 1922 – 1923          | dowódca III baonu                                     |
| mjr / ppłk piech. Franciszek Sobolewski                | 1924 – V 1927            | dowódca II baonu                                      |
| mjr piech. Roman Knauer                                | V 1927 – † 1 VIII 1931   |                                                       |
| mjr piech. Leon Michnowski                             | III 1930 – 2 VIII 1935   | stan spoczynku                                        |
| mjr piech. Roman Garbarczyk                            | 2 VIII 1935 – IX 1939    | niemiecka niewola, Oflag II C Woldenberg              |
| 12 Pułk Piechoty                                       |                          |                                                       |
| mjr piech. Jan Klemens Kwapiński                       | VII 1922 – 1924          |                                                       |
| mjr piech. Kajetan Polniak                             | 1925 – V 1927            | PKU Wadowice                                          |
| mjr piech. Jan Józef Kraus                             | V 1927 – IV 1928         | KOP                                                   |
| mjr piech. Stefan Rychalski                            | IV 1928 – III 1929       | p.o. komendanta PKU Łask                              |
| mjr piech. Jan II Wójcik                               | VII 1929 – I 1931        | dowódca Baonu KOP „Sejny”                             |
| mjr piech. Jan Dańkowski                               | III 1931 – VI 1933       | dowódca baonu                                         |
| mjr piech. Franciszek Jerzy Głowacki                   | od VI 1933               |                                                       |
| mjr piech. Jan Kolanowski                              | 1939                     | niemiecka niewola, Oflag VI E Dorsten                 |
| kpt. piech. Kazimierz VI Dąbrowski                     | IX 1939                  |                                                       |
| 13 Pułk Piechoty                                       |                          |                                                       |
| mjr piech. Jan Rój                                     | 1924 – I 1927            | zastępca dowódcy 10 pp                                |
| mjr piech. Franciszek Gwizdak                          | I 1927 – XII 1929        | słuchacz WSWoj.                                       |
| mjr piech. Edward Demiro-Saulski                       | III 1930 –               |                                                       |
| mjr piech. Wacław II Iwaszkiewicz                      | XII 1932 – ?             | dowódca III baonu                                     |
| mjr piech. Władysław Klucz                             | ? – 1939                 | †1940 Katyń                                           |
| kpt. int. Aleksander Pawłowski                         | IX 1939                  | niemiecka niewola, Oflag II C Woldenberg              |
| 14 Pułk Piechoty                                       |                          |                                                       |
| mjr piech. Bogumił Brzeziński                          | VII 1922 – II 1927       | praktyka poborowa w PKU Bydgoszcz                     |
| mjr piech. Józef Kostko                                | V 1927 – 1928            |                                                       |
| mjr piech. Mikołaj Świderski                           | VII 1929 – III 1930      | kierownik I Referatu PKU Sambor                       |
| mjr piech. Stanisław Pietrzyk                          | III 1930 – XII 1932      | dowódca baonu                                         |
| mjr piech. Aleksander Fiszer                           | XII 1932 – VI 1934       | dowódca baonu                                         |
| mjr piech. Aleksander I Zabłocki                       | VI 1934 - 23 IV 1938     | stan spoczynku                                        |
| mjr piech. Ludwik Franciszek Wlazełko                  | 24 IV 1938 – VIII 1939   | dowódca OZN 14 pp                                     |
| kpt. piech. Ignacy Alejski                             | 1–2 IX 1939              |                                                       |
| kpt. int. Stefan Spychalski                            | 2-8 IX i od 17 IX 1939   | niemiecka niewola                                     |
| kpt. adm. (piech.) Jan Fleischmann                     | 8 – †17 IX 1939          |                                                       |
| 15 Pułk Piechoty                                       |                          |                                                       |
| mjr piech. Czesław Szpakowski                          | 10 VII 1922 – 1924       | dowódca I baonu                                       |
| mjr piech. Kazimierz Kiwała                            | 1925                     |                                                       |
| mjr piech. Eugeniusz Łepkowski                         | XI 1925 – X 1927         | dowódca II batalionu                                  |
| mjr piech. Tadeusz Beres                               | od XI 1927 – IV 1928     | referent w DOK VIII                                   |
| mjr piech. Stefan I Lewicki                            | IV 1928 – I 1931         | oficer placu w Rzeszowie                              |
| mjr piech. Franciszek Faix                             | III 1931 – IV 1934       | dowódca baonu                                         |
| mjr piech. Stefan Gąsiorowski                          | od IV 1934               |                                                       |
| mjr piech. Tadeusz Marian Sobolewski                   | do VIII 1939             | OZ 28 DP, niemiecka niewola                           |
| kpt. Jan I Kowalczyk                                   | IX 1939                  |                                                       |
| 16 Pułk Piechoty                                       |                          |                                                       |
| mjr piech. Zygmunt Żaba                                | VII 1922 – 1924          | kwatermistrz 33 pp                                    |
| mjr piech. Antoni Szczur                               | 1924 – 1925              | dowódca I baonu                                       |
| mjr piech. Marceli Bernacki                            | 1925 – V 1927            | wykładowca w Centralnej Szkole Strzelniczej           |
| mjr piech. Jan Palewicz                                | V 1927 – IV 1928         | kwatermistrz 80 pp                                    |
| mjr piech. Bronisław Warzybok                          | IV 1928 – XII 1929       | inspektor wyszkolenia Okr. Urz. WFiPW DOK X           |
| mjr piech. Adam Moskała                                | III 1930 – IX 1933       | zwolniony ze stanowiska                               |
| mjr piech. Jan Minczakowski                            | VI 1934 – VII 1935       | dyspozycja dowódcy OK V                               |
| mjr / ppłk piech. Henryk II Nowak                      | VIII 1935 – 1939         |                                                       |
| kpt. Czesław Julian Puka                               | IX 1939                  | niemiecka niewola                                     |
| 17 Pułk Piechoty                                       |                          |                                                       |
| mjr piech. Emil Adolf Siemsen                          | 10 VII 1922 – 1924       | dowódca II baonu                                      |
| mjr piech. Stanisław Karp                              | 1924 – V 1925            | dowódca III/40 pp                                     |
| mjr piech. Adam Marian Sikorski                        | od V 1925                |                                                       |
| mjr / ppłk piech. Franciszek Smelkowski                | IV 1928 – I 1930         | zastępca dowódcy 44 pp                                |
| mjr piech. Jakub Dauksza                               | 31 III 1930 – VI 1934    | komendant PKU Prużana                                 |
| mjr piech. Teofil Kosiński                             | VI 1934 –                | dowódca III baonu                                     |
| mjr piech. Marcin Pasierb                              | 1937 – VIII 1939         | dowódca III/17 pp                                     |
| kpt. adm. (piech.) Edmund Rumian                       | IX 1939                  |                                                       |
| 18 Pułk Piechoty                                       |                          |                                                       |
| mjr piech. Alfred Sypniewski                           | 10 VII 1922 – 1923       |                                                       |
| mjr piech. Józef Rosywacz                              | od IV 1924               |                                                       |
| mjr piech. Roman Kantorek                              | 1924 – VI 1925           | dowódca III baonu                                     |
| mjr piech. Józef I Sosnowski                           | VI – VII 1925            | dowódca III baonu                                     |
| mjr piech. Władysław III Nawrocki                      | od VII 1925              |                                                       |
| mjr piech. Marian Czajkowski                           | V 1926 – X 1927          | dowódca 25 baonu odwodowego                           |
| mjr piech. Władysław Połeć                             | XI 1927 – III 1930       | dowódca Baonu KOP „Skałat”                            |
| mjr piech. Gustaw Czeczukowicz                         | III 1930 – VI 1933       | kwatermistrz 5 pp Leg.                                |
| mjr piech. Bolesław Dmochowski                         | VI 1933 – IV 1934        | kwatermistrz baonu morskiego                          |
| mjr piech. Stanisław Kukla                             | IV 1934 – X 1935         | CWPiech.                                              |
| mjr piech. Edmund Izydor Kolendowski                   | 1939                     |                                                       |
| kpt. piech. Bronisław Nowacki                          | IX 1939                  |                                                       |
| 19 Pułk Piechoty                                       |                          |                                                       |
| mjr piech. Stanisław Woropaj                           | VII 1922 – III 1924      | dowódca III baonu                                     |
| mjr / ppłk piech. Jakub Krzywoszyński                  | od III 1924              |                                                       |
| mjr piech. Mieczysław Łukoski                          | do III 1926              | dowódca baonu                                         |
| ppłk piech. Adam Haberling                             | III 1926 – V 1927        | dowódca I batalionu                                   |
| ppłk piech. Bronisław Grzebień                         | V 1927 – IV 1928         | zastępca dowódcy 4 pp Leg.                            |
| mjr piech. Antoni Cebulski                             | IV 1928 – I 1931         | dowódca Baonu KOP „Kleck”                             |
| mjr piech. Stefan Zając                                | III 1931 – XII 1932      | dowódca Baonu KOP „Dawidgródek”                       |
| mjr piech. Michał Jan Dworski                          | V 1933 – 1939            | †1940 Charków                                         |
| kpt. piech. Marian Podwysocki                          | VIII 1939 – 21 IX 1939   | niemiecka niewola                                     |
| 20 Pułk Piechoty                                       |                          |                                                       |
| mjr piech. Jan Korpak                                  | VII 1922 – 1924          |                                                       |
| mjr piech. Stanisław III Nowicki                       | 1924 – V 1925            | dowódca II baonu                                      |
| mjr piech. Jan Korpak                                  | V 1925 – I 1926          | dowódca I/22 pp                                       |
| mjr piech. Władysław Błażewicz                         | I 1926 – VII 1929        | dyspozycja dowódcy OK V                               |
| mjr piech. Witold Trubicki                             | VII 1929 – X 1931        | dowódca baonu 2 pp Leg.                               |
| mjr piech. Adam Kulejowski                             | XI 1931 – III 1934       | komendant PKU Nowy Targ                               |
| mjr piech. Stanisław I Czerwiński                      | IV 1934 – ?              | dowódca I/75 pp                                       |
| mjr piech. Tadeusz Rybka                               | 1939                     |                                                       |
| kpt. Stanisław Chmielewski                             | IX 1939                  |                                                       |
| 21 Pułk Piechoty                                       |                          |                                                       |
| mjr piech. Jan Bratro                                  | p.o. 1922 – 1923         |                                                       |
| mjr piech. Karol Kumuniecki                            | 1924 – 1925              |                                                       |
| kpt. piech. Bronisław Surewicz                         | p.o. V 1927 – III 1930   | p.o. dowódcy baonu                                    |
| mjr piech. Edward Szmoniewski                          | I 1931 – I 1934          | dyspozycja dowódcy OK I                               |
| mjr / ppłk piech. Marian Rozborski                     | I 1934 –                 | dowódca III baonu                                     |
| mjr piech. Mieczysław Duch                             | do VIII 1939             | dowódca baonu marszowego                              |
| kpt. int. Edward Baszniak                              | 24 VIII – 3 IX 1939      | nie dołączył do pułku                                 |
| kpt. piech. Stanisław Löwenstamm (Loewenstamm)         | od 15 IX 1939            | niemiecka niewola                                     |
| 22 Pułk Piechoty                                       |                          |                                                       |
| mjr piech. Eugeniusz Zuger                             | 10 VII 1922 – 1923       | dowódca II baonu                                      |
| kpt. piech. Aleksander Gembal                          | p.o. 1924 – 18 IV 1925   | kierownik referatu w DOK IX                           |
| mjr piech. Adolf Skorwid                               | V 1925 – IV 1928         | dowódca I baonu                                       |
| mjr piech. Mieczysław II Janowski                      | IV 1928 – X 1931         | dowódca baonu                                         |
| mjr piech. Franciszek Sieracki                         | X 1931 – XII 1935        | stan spoczynku                                        |
| mjr piech. Jan Poborowski                              | XII 1935 – 1938          | dowódca III baonu                                     |
| mjr piech. Mieczysław Bero                             | 1938–1939                |                                                       |
| kpt. Zdzisław Dragan                                   | IX 1939                  |                                                       |
| 23 Pułk Piechoty                                       |                          |                                                       |
| kpt. / mjr piech. Henryk Borowik                       | 10 VII 1922 – 3 X 1924   | dowódca 8 baonu granicznego                           |
| kpt. piech. Józef Kobyłecki                            | p.o. od 11 XII 1924      |                                                       |
| mjr piech. Stanisław IV Jaworski                       | 1928 – III 1929          | dyspozycja dowódcy OK II                              |
| mjr piech. Paweł Horbatowski                           | VII 1929 – III 1930      | kierownik I referatu PKU Biała Podlaska               |
| mjr piech. Eugeniusz Marian Bolesław Sztayer           | III 1930 – IV 1934       | dowódca baonu                                         |
| mjr piech. Franciszek Młynarczyk                       | IV 1934 – 1939           |                                                       |
| kpt. piech. Tadeusz Peretiatkowicz                     | IX 1939                  |                                                       |
| 24 Pułk Piechoty                                       |                          |                                                       |
| mjr piech. Karol I Wojciechowski                       | 10 VII 1922 – 1923       | dowódca I baonu                                       |
| kpt. piech. Kazimierz Fiala                            | 1924                     |                                                       |
| mjr piech. Władysław Konrad Czapliński                 | 1925 – VI 1927           | zastępca dowódcy 56 pp                                |
| mjr piech. Władysław Cierpicki                         | VI 1927 – IV 1928        | dowódca I baonu                                       |
| mjr piech. Włodzimierz Swoiński                        | IV 1928 – III 1929       | p.o. kierownika I referatu PKU Rzeszów                |
| mjr piech. Stanisław Tomiak                            | VII 1929 – X 1931        | kwatermistrz SPPiech.                                 |
| mjr piech. Paweł Łuczak                                | X 1931 – 1939            |                                                       |
| kpt. piech. Jan Banasiak                               | IX 1939                  |                                                       |
| 25 Pułk Piechoty                                       |                          |                                                       |
| mjr piech. Ryszard Żołędziowski                        | 1922 – XII 1924          | dowódca kompanii szkolnej w CSPZP nr 1                |
| mjr piech. Karol Kurek                                 | XII 1924 – 1925          |                                                       |
| mjr piech. Ludwik Czyżewski                            | 1928 – 31 III 1930       | dowódca baonu KOP „Bereźne”                           |
| mjr piech. Jan Kłoś                                    | III 1930 – XI 1933       | dowódca baonu                                         |
| mjr piech. Stanisław Błażejewski                       | XI 1933 – VII 1935       | dyspozycja dowódcy OK IV                              |
| mjr piech. Franciszek Gudakowski                       | od VIII 1935             | komendant Kadry Zapasowej Piechoty Grodno             |
| mjr piech. Janusz Sikorski                             | 1939                     |                                                       |
| kpt. piech. Józef Mędrecki                             | IX 1939                  |                                                       |
| 26 Pułk Piechoty                                       |                          |                                                       |
| mjr piech. Stanisław I Szumski                         | 10 VII 1922 – 1924       | zastępca dowódcy 26 pp                                |
| mjr piech. Zygmunt Cšadek                              | 1924 – 1925              |                                                       |
| mjr piech. Wiktor Eichler                              | VIII – X 1926            | dowódca II baonu                                      |
| mjr piech. Witold Stanisław Peszyński                  | od X 1926                |                                                       |
| mjr piech. Zbigniew Drzymuchowski                      | X 1927 – IV 1928         | oficer sztabowy pułku                                 |
| mjr piech. Tadeusz Król                                | IV 1928 – XII 1929       | p.o. kier. ref. I PKU Kalisz                          |
| mjr piech. Tadeusz Knopp                               | III 1930 – X 1931        | dowódca baonu                                         |
| mjr piech. Edward Brajewski vel Pączek                 | XI 1931 – III 1934       | dyspozycja dowódcy OK VI                              |
| mjr piech. Mieczysław Bero                             | IV 1934 – 1938           | kwatermistrz 22 pp                                    |
| mjr piech. Eugeniusz Ślepecki                          | 1939                     | dowódca batalionu marszowego 26 pp                    |
| kpt. Lucjusz Saturnin Miedziejewski                    | IX 1939                  | niemiecka niewola                                     |
| 27 Pułk Piechoty                                       |                          |                                                       |
| mjr piech. inż. Józef Mara-Meÿer                       | VII 1922 – 1924          |                                                       |
| mjr piech. Władysław Smereczyński                      | 1925 – VIII 1926         | dowódca II baonu                                      |
| mjr piech. Eugeniusz Zagłoba-Kaniowski                 | VIII 1926 – X 1927       | dowódca I baonu 77 pp                                 |
| mjr piech. Jan Kiedrowski                              | XI 1927 – III 1929       | dyspozycja dowódcy OK IV                              |
| mjr piech. Jan Kaczyński                               | VII – VIII 1929          | dyspozycja dowódcy OK IV                              |
| mjr piech. Wiktor Arciszewski                          | XII 1929 – 31 X 1931     | zwolniony ze stanowiska                               |
| mjr piech. Ludwik Świder                               | III 1932 – 15 VIII 1935  | komendant PKU Tarnopol                                |
| mjr piech. Zygmunt Ligarzewski                         | VIII 1935 – VIII 1939    | dowódca III baonu w Grupie płk. Ocetkiewicza          |
| kpt. piech. Leon Janik                                 | IX 1939                  |                                                       |
| 28 Pułk Piechoty                                       |                          |                                                       |
| mjr piech. Józef Tunguz-Zawiślak                       | 1922 – 1924              | dowódca III baonu                                     |
| mjr piech. Przemysław Nakoniecznikoff-Klukowski        | V 1925 – IV 1928         | p.o. oficera PW 27 DP                                 |
| mjr / ppłk piech. Stefan Cieślak                       | IV 1928 – I 1930         | zastępca dowódcy 31 pp                                |
| mjr piech. Jan Topczewski                              | XII 1929 – VI 1933       | dowódca baonu                                         |
| mjr piech. Feliks Maurycy Kulczyński                   | VI 1933 – 1938 (?)       | komendant rejonu uzupełnień Prużana                   |
| mjr piech. Karol Zaprutkiewicz                         | do IX 1939               | †1940 Katyń                                           |
| kpt. piech. Kazimierz Gryziecki                        | IX 1939                  |                                                       |
| 29 Pułk Piechoty                                       |                          |                                                       |
| kpt. / mjr piech. Ludwik II Wilczyński                 | VII 1922 – V 1927        | dowódca I baonu                                       |
| ppłk piech. Antoni Dubiński                            | V 1927 – III 1929        | p.o. komendanta PKU Chełm                             |
| mjr piech. Jan Światowiec                              | VII 1929 – X 1932        | dowódca baonu                                         |
| mjr piech. Władysław Roman Pazderski                   | X 1932 – VIII 1935       | dowódca baonu                                         |
| mjr / ppłk piech. Józef Stanisław Haluta               | VIII 1935 – 1939         | OZ 25 DP                                              |
| por. int. Józef Gregorowicz                            | IX 1939                  | niemiecka niewola, Oflag VII A Murnau                 |
| 30 Pułk Piechoty                                       |                          |                                                       |
| kpt. / mjr piech. Jan II Rogowski                      | VII 1922 – I 1927        | dowódca II/37 pp                                      |
| mjr piech. dr Władysław Dziadosz                       | I – IV 1927              | praktyka w MSW                                        |
| mjr piech. Zygmunt Honkisz                             | V 1927 – IV 1928         | kwatermistrz baonu manewrowego                        |
| mjr piech. Marian Frydrych                             | IV 1928 – VIII 1929      | dowódca baonu w Szkole Podchorążych dla Podoficerów   |
| mjr piech. Stanisław Parkasiewicz                      | III 1930 – III 1931      | dowódca III/55 pp                                     |
| mjr piech. Adam Laszuk                                 | III 1931 – VI 1933       | KOP                                                   |
| mjr piech. Bronisław Czesław Kamiński                  | VI 1933 –                | dowódca I baonu                                       |
| ?                                                      | 1939                     |                                                       |
| kpt. Tadeusz Franciszek Rudowski                       | IX 1939                  |                                                       |
| kpt. Stefan Sowiński                                   | IX 1939                  |                                                       |
| 31 Pułk Piechoty                                       |                          |                                                       |
| mjr piech. Władysław Sidziński                         | VII 1922 – 1924          | dowódca III baonu                                     |
| mjr piech. Ludwik Steinbach                            | 1924 – 1925              |                                                       |
| mjr piech. Józef Gronowski                             | V – VIII 1927            | dowódca III baonu                                     |
| mjr / ppłk piech. Władysław Sidziński                  | VIII 1927 – IV 1928      | dowódca II/81 pp                                      |
| mjr piech. Stefan Kotlarski                            | IV 1928 – XII 1929       | kierownik I referatu PKU Łódź Powiat                  |
| mjr piech. Julian Sosabowski                           | XII 1929 – III 1931      | inspektor PW Warszawa Miasto                          |
| mjr piech. Władysław Bejer                             | III 1931 – III 1932      | komendant placu Włodzimierz Wołyński                  |
| mjr piech. Stanisław Kuszelewski                       | III 1932 – VIII 1935     | komendant PKU Kielce                                  |
| mjr piech. Antoni Zwoliński                            | VIII 1935 – 1938         | dowódca II baonu                                      |
| ?                                                      | 1939                     |                                                       |
| kpt. Władysław Michalewski                             | IX 1939                  |                                                       |
| 32 Pułk Piechoty                                       |                          |                                                       |
| mjr piech. Bogusław Kunc                               | VII 1922 – 1924          |                                                       |
| mjr piech. Julian Mamczyński                           | 1924 – 25 II 1925        | dowódca 17 baonu granicznego                          |
| mjr / ppłk piech. Mikołaj Byczkowski                   | V 1925 – V 1927          | dowódca III baonu                                     |
| mjr / ppłk piech. Mieczysław Krzywobłocki              | V 1927 – III 1929        | p.o. komendanta PKU Modlin                            |
| mjr piech. Feliks Waluszewski                          | VII 1929 – VI 1932       | komendant PKU Brześć                                  |
| mjr piech. Ignacy Gajda vel Gayda                      | XII 1932 –               | dowódca I baonu                                       |
| mjr piech. Jan Styliński                               | do V 1939                | dowódca Baonu KOP „Iwieniec”                          |
| kpt. piech. Wilhelm Alfons Zając                       | VIII – 3 IX 1939         | niemiecka niewola, Oflag VII A Murnau                 |
| 33 Pułk Piechoty                                       |                          |                                                       |
| mjr piech. Marian Raganowicz                           | VII 1922 – 1924          | dowódca III baonu                                     |
| mjr / ppłk piech. Zygmunt Żaba                         | 1924 – V 1927            | oficer placu Tarnopol                                 |
| mjr piech. Artur Pollak                                | V 1927 – VII 1929        | dowódca baonu                                         |
| mjr piech. Julian Dotzauer                             | VII 1929 – X 1932        | dowódca baonu                                         |
| mjr piech. Ignacy Szpunar                              | X 1932 – IV 1937         | dowódca 2 Morskiego Baonu Strzelców                   |
| mjr piech. Henryk Sylwester Folwarczny                 | 1939                     |                                                       |
| kpt. int. Edward Nowotko                               | IX 1939                  |                                                       |
| 34 Pułk Piechoty                                       |                          |                                                       |
| mjr piech. Ferdynand Andrusiewicz                      | 1922 – V 1925            | dowódca II/55 pp                                      |
| mjr piech. Józef Kozieradzki                           | V 1925 – V 1927          | zastępca dowódcy 50 pp                                |
| mjr piech. Franciszek Cehak                            | V 1927 – III 1929        | dyspozycja dowódcy OK IX                              |
| mjr piech. Marian Tyborowski                           | VII 1929 – VI 1933       | dowódca baonu 67 pp                                   |
| mjr piech. Henryk Wiktor Smotrecki                     | VI 1933 – ?              | dowódca III baonu                                     |
| mjr piech. Alojzy Brzozowski                           | 1939                     | OZ 9 DP, †1940 Charków                                |
| kpt. int. Ludwik Stefan Bierczyński                    | 1939                     |                                                       |
| 35 Pułk Piechoty                                       |                          |                                                       |
| mjr piech. Antoni Wandtke                              | 1923 – XII 1924          | dowódca III/55 pp                                     |
| mjr piech. Franciszek Tomsa-Zapolski                   | 1924 – 1925              |                                                       |
| mjr piech. Jan Minczakowski                            | VI 1927 – III 1931       | dowódca baonu                                         |
| mjr piech. Władysław Walerian Herman                   | III 1931 – VIII 1935     | komendant PKU Konin                                   |
| mjr piech. Józef Kutyba                                | VIII 1935 – 1937?        |                                                       |
| mjr piech. Tadeusz Leśniak                             | 1939                     | †1940 Katyń                                           |
| kpt. adm. (piech.) Teodor Suchomski                    | IX 1939                  | niewola niemiecka, folksdojcz                         |
| 36 Pułk Piechoty                                       |                          |                                                       |
| kpt. / mjr piech. Karol Ziemski                        | VII 1922 – 1924          | dowódca III baonu                                     |
| mjr piech. Jan Korkozowicz                             | 1925                     |                                                       |
| mjr piech. Franciszek Smelkowski                       | do XI 1925               | dowódca I baonu                                       |
| mjr piech. Kazimierz Wyderko                           | XI 1925 – VII 1929       | dowódca baonu                                         |
| mjr piech. Henryk Zabłocki                             | VII 1929 – III 1932      | komendant placu Skierniewice                          |
| mjr piech. Kazimierz Tumidajski                        | III 1932 – IV 1934       | dowódca baonu 2 psp                                   |
| mjr piech. Stanisław Michał Tondos                     | IV 1934 – ?              | komendant KRU Ostrowiec                               |
| mjr piech. Ferdynand Markiewicz                        | 1939                     |                                                       |
| kpt. piech. Józef Marciniec                            | IX 1939                  | niemiecka niewola                                     |
| 37 Pułk Piechoty                                       |                          |                                                       |
| mjr piech. Jan Pyszko                                  | VII 1922 – 1923          |                                                       |
| mjr / ppłk piech. Albin Skroczyński                    | V 1924 – I 1925          | zastępca dowódcy 37 pp                                |
| mjr piech. Jan Pyszko                                  | 1925 – VII 1926          | dowódca II baonu                                      |
| mjr piech. Franciszek Gwizdak                          | VII 1926 – I 1927        | kwatermistrz 13 pp                                    |
| mjr / ppłk piech. Józef II Kuś                         | V 1927 – III 1929        | zastępca dowódcy 37 pp                                |
| mjr piech. Jan II Rogowski                             | VII 1929 –               |                                                       |
| mjr piech. Mieczysław Gumkowski                        | III 1930 – XII 1932      | dowódca baonu w 80 pp                                 |
| mjr / ppłk piech. Franciszek Uhrynowicz                | XII 1932 – 1 IV 1936     | zastępca dowódcy 56 pp                                |
| mjr piech. Jan Władysław Smoter                        | 1939                     | †12 IX 1939 Jeruzal                                   |
| kpt. Leon Owadiuk                                      | IX 1939                  | niemiecka niewola                                     |
| 38 Pułk Piechoty                                       |                          |                                                       |
| mjr piech. Kazimierz Walczak                           | 1923 – X 1924            | dowódca baonu KOP                                     |
| mjr piech. Józef Rosywacz                              | 1924                     |                                                       |
| mjr piech. Karol Rozdół                                | V 1925 – IV 1928         | praktyka poborowa w PKU Przemyśl                      |
| mjr piech. Jan Korpak                                  | IV 1928 – II 1929        | dyspozycja dowódcy OK X                               |
| mjr piech. Władysław Kozak                             | VII 1929 –               |                                                       |
| mjr piech. Jan Dyszkiewicz                             | do VI 1933               | dowódca baonu                                         |
| mjr piech. Marian Rozborski                            | VI 1933 – I 1934         | kwatermistrz 21 pp                                    |
| mjr piech. Józef II Wasilewski                         | IV 1934 – IX 1939        | konspiracja w Warszawie                               |
| 39 Pułk Piechoty                                       |                          |                                                       |
| mjr piech. dr Jakub Walczak                            | 1923 – V 1925            | dowódca II baonu                                      |
| mjr / ppłk piech. Alfred Jan Schmidt                   | V 1925 – IV 1928         | zastępca dowódcy 69 pp                                |
| mjr piech. dr Jakub Walczak                            | IV 1928 – III 1929       | dyspozycja dowódcy OK X                               |
| mjr piech. Karol Klimczyk                              | VII 1929 – VIII 1935     | komendant PKU Lida                                    |
| mjr / ppłk piech. Piotr Kaczała                        | VIII 1935 – VIII 1939    | dowódca I baonu                                       |
| kpt. piech. Władysław Leon Tomaka                      | IX 1939                  | niemiecka niewola, Oflag VII A Murnau                 |
| 40 Pułk Piechoty                                       |                          |                                                       |
| mjr piech. Marian Mück                                 | VII 1922 – II 1927       | praktyka poborowa w PKU Lwów-Miasto                   |
| mjr piech. Alfred Ludwik Łuczyński                     | V 1927 – VI 1933         | obwodowy komendant pw 9 pp Leg.                       |
| mjr piech. Kazimierz Baszniak                          | VI 1933 – ?              | komendant Okręgu Zw. Strz. Nr VII                     |
| ?                                                      | 1939                     |                                                       |
| kpt. piech. Tadeusz Stefan Dobrzański                  | IX 1939                  | niemiecka niewola, Oflag II C Woldenberg              |
| 41 Pułk Piechoty                                       |                          |                                                       |
| mjr / ppłk piech. Wacław Kaj                           | X 1924 – V 1927          | zastępca dowódcy 9 pp Leg.                            |
| mjr piech. Wincenty Zbyszewski                         | V 1927 – III 1929        | p.o. kierownika I referatu PKU Kalisz                 |
| mjr piech. Franciszek Rodziewicz                       | VII 1929 – III 1932      | KOP                                                   |
| mjr piech. Aleksander Matusiewicz                      | III – XII 1932           | komendant placu Inowrocław                            |
| mjr piech. Fidelis Włodarski                           | XII 1932 – IV 1935       | dowódca baonu                                         |
| mjr piech. Kazimierz Wyziński                          | IV – VIII 1935           | komendant PKU Suwałki                                 |
| mjr / ppłk piech. Wacław Makatrewicz                   | VIII 1935 – 1936         | zastępca dowódcy 28 pp                                |
| mjr piech. Kazimierz Buncler                           | 1936 – VIII 1939         | dowódca III baonu                                     |
| kpt. piech. Mieczysław Żukowski                        | IX 1939                  |                                                       |
| 42 Pułk Piechoty                                       |                          |                                                       |
| mjr piech. Adolf Jeż                                   | 1923 – 29 II 1924        | stan spoczynku                                        |
| mjr / ppłk piech. Kazimierz Połtawski                  | IV 1924 – 1925           | dowódca I baonu                                       |
| mjr piech. Aleksander Wójcicki                         | 1925 – 27 XI 1925        | dowódca III baonu                                     |
| mjr piech. Aleksander Kuńciow                          | 27 XI 1925 – 26 IV 1928  | dowódca III baonu                                     |
| ppłk piech. Witold Chmielewski                         | 26 IV 1928 – 12 III 1929 | p.o. komendanta PKU Łuków                             |
| mjr piech. Stanisław III Nowak                         | VII 1929 – 26 III 1931   | dowódca baonu                                         |
| mjr piech. Stanisław Brodowski                         | 26 III 1931 – VI 1933    | zastępca dowódcy 8 pp Leg.                            |
| mjr piech. Mieczysław Skonieczny                       | od VI 1933               | dowódca I/59 pp                                       |
| mjr piech. Stefan II Wolski                            | do IX 1939               | OZ 18 DP                                              |
| kpt. adm. (piech.) Stefan Tadeusz Bogucki              | IX 1939                  | niemiecka niewola, Oflag II C Woldenberg              |
| 43 Pułk Piechoty                                       |                          |                                                       |
| ppłk piech. Jan Prymus                                 | XI 1922 – 1923           | zastępca dowódcy 43 pp                                |
| kpt. piech. Jan Dańkowski                              | p.o. 1923                |                                                       |
| ppłk piech. Symeon Chodakowski                         | 1924                     |                                                       |
| mjr piech. Stefan Wyczółkowski                         | 1925                     |                                                       |
| mjr Bogumierz Marian Syrowatka                         | 1928                     |                                                       |
| mjr piech. Jan Ferdynand Stettner                      | od 31 III 1930           |                                                       |
| mjr / ppłk piech. Józef Owczarski                      | VI 1934 – 1939           |                                                       |
| kpt. Antoni Alojzy Ptasznik                            | IX 1939                  |                                                       |
| 44 Pułk Piechoty                                       |                          |                                                       |
| mjr piech. Tadeusz Głodziński                          | VII 1922 – III 1923      | komendant kadry batalionu zapasowego 3 psp            |
| kpt. / mjr piech. Stanisław Julian Papiz               | III 1923 – V 1925        | komendant składnicy wojennej                          |
| mjr piech. Michał Perestaj                             | V 1925 – III 1929        | p.o. kierownika I referatu PKU Starogard              |
| mjr piech. Gustaw Madzia                               | VII 1929 – VI 1934       | komendant PKU Stryj                                   |
| mjr piech. Tadeusz Gołąb                               | IV 1934 – 1939           | OZ 13 DP                                              |
| 45 Pułk Piechoty                                       |                          |                                                       |
| mjr piech. Stanisław Malankiewicz                      | VII 1922 – 1924          |                                                       |
| mjr piech. Feliks Jędrychowski                         | 1925 – III 1926          | oficer pw pułku                                       |
| mjr piech. Wincenty Rusiecki                           | VII 1926 – XI 1928       | dowódca baonu 32 pp                                   |
| ppłk piech. Wiktor Eichler                             | XI 1928 – IV 1929        | zastępca dowódcy pułku                                |
| mjr piech. Stefan Kaczmarczyk                          | III 1930 – III 1932      | dowódca baonu                                         |
| mjr / ppłk piech. Zygmunt Kostkiewicz                  | III 1932 – 1939          | †1940 Katyń                                           |
| NN                                                     | IX 1939                  |                                                       |
| 48 Pułk Piechoty                                       |                          |                                                       |
| kpt. / mjr piech. Eugeniusz Bałutin                    | VII 1922 – 1923          | Centralna Szkoła Strzelnicza                          |
| mjr piech. Władysław Żabiński                          | 1925 – IV 1928           | dowódca I baonu                                       |
| mjr piech. Jan I Latawiec                              | IV 1928 – 15 XI 1932     | dyspozycja dowódcy OK VI                              |
| mjr piech. Józef Stanisław Nowicki                     | 21 II 1933 – VIII 1935   | komendant PKU Puławy                                  |
| mjr piech. Jan Kolanowski                              | od VIII 1935             |                                                       |
| ppłk piech. Franciszek Głowacki                        | 1939                     |                                                       |
| kpt. adm. (piech.) Izydor Wilhelm Rozenman             | IX 1939                  |                                                       |
| 49 Pułk Piechoty                                       |                          |                                                       |
| mjr piech. Tadeusz Wiktor Czechowicz                   | VII 1922 – XI 1923       | dowódca II baonu                                      |
| kpt. piech. Adam Laszuk                                | p.o. 1924                |                                                       |
| mjr piech. Ludwik Łabęcki                              | V 1925 – V 1927          | referent w Komendzie Miasta Lwów                      |
| mjr piech. Kazimierz III Wróblewski                    | V – X 1927               | dowódca II baonu                                      |
| kpt. / mjr piech. Wiktor Hawel                         | XI 1927 – VIII 1929      | dyspozycja dowódcy OK VI                              |
| mjr / ppłk piech. Witold Ciechanowicz                  | III 1932 – IV 1934       | zastępca dowódcy 4 pp Leg.                            |
| mjr piech. Józef Pacześniak                            | IV 1934 – ?              | DOK IX                                                |
| mjr piech. Józef VI Sokołowski                         | 1939                     |                                                       |
| kpt. Stanisław Franciszek Jaworski                     | IX 1939                  |                                                       |
| 50 Pułk Piechoty                                       |                          |                                                       |
| kpt. / mjr piech. Piotr Sosialuk                       | VII 1922 – I 1926        | dowódca II baonu                                      |
| mjr piech. Walerian Orłowski                           | I 1926 – II 1927         | praktyka poborowa w PKU Kowel                         |
| mjr piech. Adam Zaręba                                 | V 1927 – III 1929        | dyspozycja dowódcy OK II                              |
| mjr piech. Adolf Fiszer                                | VII – VIII 1929          | dyspozycja dowódcy OK II                              |
| mjr piech. Otton Blutreich                             | III 1930 – VI 1934       | dowódca baonu w 31 pp                                 |
| mjr piech. Edward Żórawski                             | VI 1934 – VIII 1935      | stan spoczynku                                        |
| mjr piech. Piotr Kiełkowski                            | VIII 1935 – 1939         |                                                       |
| kpt. piech. Aleksander Romotowski                      | IX 1939                  |                                                       |
| 51 Pułk Piechoty                                       |                          |                                                       |
| mjr piech. Artur Sadowiński                            | VII 1922 – 1924          | dowódca I baonu                                       |
| mjr piech. Józef II Mazur                              | 1924 – IV 1928           | dowódca I/4 pp Leg.                                   |
| mjr piech. Franciszek Żukowski                         | IV 1928 – IX 1930        | PKU Ciechanów                                         |
| mjr piech. Bronisław Poplatek                          | III 1931 – ?             | dowódca I baonu                                       |
| mjr piech. Mieczysław Sanak                            | III 1939                 |                                                       |
| kpt. piech. Jerzy Józef Wsolak                         | IX 1939                  | niemiecka niewola, Oflag II D Gross Born              |
| 52 Pułk Piechoty                                       |                          |                                                       |
| ppłk piech. Bolesław Piotrowski                        | VII 1922 – 6 I 1923      | zastępca dowódcy 51 pp                                |
| mjr piech. Jan Marcińczyk                              | 1923 – 1924              |                                                       |
| mjr piech. Karol Tadeusz Zimmer                        | 1925                     |                                                       |
| mjr piech. Władysław I Zakrzewski                      | III 1927 – 31 X 1928     | stan spoczynku                                        |
| mjr piech. Aleksander Hild                             | VII 1929 – III 1932      | inspektor WFiPW w DOK V                               |
| mjr piech. Antoni Tobiasiewicz                         | III 1932 – 1939          |                                                       |
| kpt. Zygmunt Aleksander Marten                         | IX 1939                  |                                                       |
| 53 Pułk Piechoty                                       |                          |                                                       |
| mjr piech. Bronisław Szczyradłowski                    | VII 1922 – 1924          | dowódca III baonu                                     |
| mjr piech. Marian Hyla                                 | I – IV 1928              | zastępca dowódcy 27 pp                                |
| mjr piech. Stanisław I Bogusławski                     | IV 1928 – VI 1930        | inspektor wyszkolenia WFiPW DOK VII                   |
| mjr piech. Franciszek Węda                             | VII 1930 – III 1932      | dowódca baonu                                         |
| mjr piech. Zygmunt Kubisz                              | III 1932 – VIII 1935     | dowódca baonu                                         |
| mjr piech. Władysław Załuski                           | VIII 1935 – 1939         | †1942 Budapeszt                                       |
| NN                                                     | 1939                     |                                                       |
| 54 Pułk Piechoty                                       |                          |                                                       |
| mjr piech. Bolesław Sobolewski                         | VII 1922 – 1923          |                                                       |
| mjr piech. Władysław Krzyżanowski                      | II 1924 – 1925           | dowódca I baonu                                       |
| mjr piech. Włodzimierz Hardy                           | do V 1925                | dowódca I baonu                                       |
| mjr piech. Michał Czekanowski                          | od V 1925                |                                                       |
| mjr piech. Włodzimierz Hardy                           | do V 1926                | dowódca I baonu (do X 1927)                           |
| mjr piech. Michał Czekanowski                          | V 1926 – XI 1928         | dowódca baonu                                         |
| mjr piech. Karol Dynowski                              | XI 1928 – III 1929       | dyspozycja dowódcy OK VI                              |
| mjr piech. Walenty Matylla                             | VII 1929 – X 1931        | dowódca baonu                                         |
| mjr piech. Antoni Jaworski                             | X 1931 – XI 1933         | dowódca baonu 13 pp                                   |
| mjr piech. Józef I Szeląg                              | XI 1933 – VIII 1935      | dowódca baonu                                         |
| mjr piech. Antoni Władysław Mokrzycki                  | VIII 1935 – VIII 1939    | dowódca II baonu                                      |
| mjr piech. Stanisław I Czerwiński                      | IX 1939                  |                                                       |
| 55 Pułk Piechoty                                       |                          |                                                       |
| mjr piech. Edward Korwin-Kossakowski                   | 10 VII 1922 – VI 1925    | dowódca I baonu                                       |
| mjr piech. Józef Marian Gucwa                          | VI 1925                  |                                                       |
| mjr piech. Antoni Wandtke                              | VII 1925 – IV 1928       | dowódca II baonu                                      |
| mjr piech. Karol I Wojciechowski                       | IV 1928 – II 1929        | dyspozycja dowódcy OK VII                             |
| mjr piech. Feliks Dąbrowski                            | VII 1929 – IX 1930       | kierownik I referatu PKU Kałusz                       |
| mjr piech. Stefan Hryniewiecki                         | I 1931 – ?               | stan spoczynku                                        |
| kpt. int. Albin Bogucki                                | IX 1939                  | niemiecka niewola                                     |
| 56 Pułk Piechoty                                       |                          |                                                       |
| mjr piech. Stanisław Siuda                             | VII 1922 – 1924          | dowódca III baonu                                     |
| mjr piech. Stanisław Chodorowski                       | 1924 – IV 1928           | oficer sztabowy 51 pp                                 |
| mjr piech. Wojciech Witkowski                          | IV 1928 – III 1929       | dyspozycja dowódcy OK VII                             |
| mjr piech. Emilian Piasecki                            | VII 1929 – X 1932        | dowódca baonu                                         |
| mjr piech. Stefan Eustachiusz Radomski                 | X 1932 – 30 IX 1934      | stan spoczynku                                        |
| mjr piech. Stanisław Mastalski                         | VIII 1935 – ?            | dowódca III/84 pp                                     |
| mjr piech. Czesław Lewin-Lewiński                      | do VIII 1939             | dowódca Oddziału Zbierania Nadwyżek                   |
| kpt. piech. Tadeusz Gadulski                           | VIII – IX 1939           | niemiecka niewola                                     |
| 57 Pułk Piechoty                                       |                          |                                                       |
| mjr piech. Edmund Effert                               | 1923 – 1924              | dowódca III baonu                                     |
| mjr piech. Gustaw Płaskowicki                          | II 1924 – 30 XII 1925    | dowódca III baonu                                     |
| mjr / ppłk piech. Edmund Effert                        | I 1926 – IV 1928         | zastępca dowódcy 20 pp                                |
| mjr piech. Witold Zubkowski-Okołow                     | IV 1928 – I 1931         | PKU Pińsk                                             |
| mjr piech. Adam Wilczyński                             | 1 X 1932 – VIII 1935     | komendant PKU Małkinia                                |
| mjr piech. Franciszek Tabaczyński                      | VIII 1935 – ?            | komendant Legii Akademickiej w Poznaniu               |
| mjr piech. Adam Solski                                 | IV 1938 – VIII 1939      | zastępca dowódcy OZ 14 DP                             |
| kpt. piech. Jan Krassowski                             | IX 1939                  | niemiecka niewola                                     |
| 58 Pułk Piechoty                                       |                          |                                                       |
| kpt. / mjr piech. Jan Marinowicz                       | VII 1922 – VI 1925       | dyspozycja dowódca pułku                              |
| mjr piech. Edward Wojtulewski                          | VI 1925 – IV 1928        | komendant składnicy wojennej 78 pp                    |
| mjr piech. Wiktor Gzowski                              | IV 1928 – II 1929        | dyspozycja dowódcy OK VII                             |
| mjr piech. Michał Kamionka                             | VII 1929 – IV 1934       | dyspozycja dowódcy OK VII                             |
| mjr / ppłk piech. Jerzy Boski                          | IV 1934 – 1938?          | komendant KZP Szczakowa                               |
| mjr piech. Marian Kwiatkowski                          | 1938? – 1939             | dowódca baonu strzelców nr 6                          |
| kpt. piech. Edward Stanisław Bankiewicz                | IX 1939                  | niemiecka niewola                                     |
| 59 Pułk Piechoty                                       |                          |                                                       |
| mjr piech. Artur Karol Manowarda de Jana               | VII 1922 – 1924          |                                                       |
| mjr piech. Bolesław Konstanty Sobolewski               | 1925 – III 1926          | dowódca II baonu                                      |
| mjr piech. Bolesław Andrzej Ostrowski                  | III 1926 – 1927          | zastępca dowódcy 71 pp                                |
| mjr piech. Antoni Glanowski                            | V 1927 – 1928            |                                                       |
| mjr piech. Marian Stanisław Wójtowicz                  | VII 1929 – XII 1932      | dowódca Baonu KOP „Borszczów”                         |
| mjr piech. Stanisław Tworzydło                         | XII 1932 – VIII 1935     | dowódca baonu                                         |
| mjr / ppłk piech. Antoni Kaczmarczyk                   | VIII 1935 – VIII 1939    |                                                       |
| kpt. piech. Franciszek II Nowicki                      | VIII – IX 1939           | niemiecka niewola, Oflag II C Woldenberg              |
| 60 Pułk Piechoty                                       |                          |                                                       |
| mjr piech. Rudolf Kaleński                             | VII 1922 – 1924          | dowódca I baonu                                       |
| mjr piech. Franciszek Szyszka                          | 1925 – V 1927            | zastępca dowódcy 39 pp                                |
| mjr piech. Julian Saganowski                           | V 1927 – † 10 XII 1928   |                                                       |
| mjr piech. Jan Karlijet                                | IV 1929 – VI 1933        | dowódca batalionu                                     |
| mjr piech. Bronisław Feliks Łoziński                   | VI 1933 – III 1935       | praktyka poborowa w PKU Ostrów Poznański              |
| mjr piech. Tadeusz Zglenicki                           | od VIII 1935             |                                                       |
| mjr piech. Wojciech Tarnowski                          | 1939                     |                                                       |
| kpt. piech. Aleksander Kamiański                       | IX 1939                  | niemiecka niewola                                     |
| 61 Pułk Piechoty                                       |                          |                                                       |
| kpt. / mjr piech. Emil Ślusarczuk                      | VII 1922 – V 1925        | dowódca III baonu 49 pp                               |
| mjr piech. Jan Bolesław Jabłoński                      | od V 1925                |                                                       |
| mjr piech. Ryszard Korzański                           | VIII 1926 – III 1929     | p.o. kierownika I referatu PKU Hrubieszów             |
| mjr piech. Aleksander Kierski                          | VII 1929 – III 1932      | komendant placu Inowrocław                            |
| mjr piech. Otton Bruno Urban                           | III 1932 – VIII 1935     | dowódca baonu                                         |
| mjr piech. Marian Schultz vel Marian I Szulc           | VIII 1935 – 1939         |                                                       |
| 62 Pułk Piechoty                                       |                          |                                                       |
| mjr / ppłk piech. Stanisław Tarczyński                 | VII 1922 – 1924          | dowódca III baonu                                     |
| mjr piech. Antoni Matarewicz                           | 1924 – 1925              |                                                       |
| mjr / ppłk piech. Rafał Zieleniewski                   | 1928 – I 1931            | zastępca dowódcy 2 psp                                |
| mjr piech. Władysław Królikowski                       | I 1931 – VI 1935         | dowódca baonu                                         |
| mjr piech. Jan I Gawroński                             | VI 1935 – 1939           | dowódca Bydgoskiego Baonu ON                          |
| ppłk piech. Stanisław Boehm                            | do 24 VIII 1939          | zastępca dowódcy OZ 15 DP                             |
| kpt. Jan Antoni Murkociński                            | VIII – IX 1939           |                                                       |
| 63 Pułk Piechoty                                       |                          |                                                       |
| mjr piech. Jan Józef Baptysta Szretter                 | VII 1922 – 1924          | dowódca III baonu                                     |
| mjr piech. Leon Klein                                  | 1924 – IV 1928           | praktyka poborowa w PKU Toruń                         |
| mjr piech. Józef Mellerowicz                           | od IV 1928               |                                                       |
| mjr piech. Jan Bochniewicz                             | VII 1929 –               |                                                       |
| mjr piech. Antoni Cieszkowski                          | III 1932 – IV 1934       | dowódca baonu                                         |
| mjr / ppłk piech. Franciszek Cąpała                    | IV 1934 – 1939           |                                                       |
| kpt. adm. (piech.) Wacław Kwiatkowski                  | IX 1939                  |                                                       |
| 64 Pułk Piechoty                                       |                          |                                                       |
| kpt. piech. Lucjan Józef Kępiński                      | p.o. VIII – IX 1923      | p.o. komendanta kadry baonu zapas.                    |
| mjr piech. Mieczysław Dziewulski                       | 1923                     |                                                       |
| mjr piech. Alfred Wesołowski                           | IX 1924 – 1925           |                                                       |
| mjr piech. Michał Florek                               | 1928 – 1929              | dyspozycja dowódcy OK VIII                            |
| mjr piech. Ludwik Piątkowski                           | VII 1929 – 1938          | zastępca komendanta CW Obrony Plot. i Pgaz. ds. gosp. |
| mjr piech. Ludwik Karaffa-Korbut                       | 1938 – 1939              | dowódca baonu w OZ 16 DP, †8/9 IX 1939                |
| kpt. piech. Franciszek Orłowicz                        | VIII – IX 1939           | ZWZ/POZ/AK                                            |
| 65 Pułk Piechoty                                       |                          |                                                       |
| mjr / ppłk piech. Adam Niedzielski                     | 1923 – 1924              |                                                       |
| mjr piech. Władysław Pietraszkiewicz                   | 1925                     |                                                       |
| mjr piech. Maksymilian Wiktor                          | XI 1926 – II 1927        | praktyka poborowa w PKU Starogard                     |
| mjr piech. Michał Bożydar Kuliczkowski                 | V – 30 IX 1927           | stan spoczynku                                        |
| mjr piech. dr Wiktor Matczyński                        | XI 1927 – IV 1929        | zastępca dowódcy pułku                                |
| kpt. piech. Henryk Świtała                             | p.o. 1929                |                                                       |
| mjr piech. Edward Jan Grabowski                        | VII 1929 – VI 1934       | dowódca baonu                                         |
| mjr piech. Zygmunt Waydowicz                           | od VI 1934               |                                                       |
| mjr piech. Antoni Józef Hyży                           | XII 1934 – 1939          |                                                       |
| kpt. Wacław Klemens Zachariasiewicz                    | IX 1939                  |                                                       |
| 66 Pułk Piechoty                                       |                          |                                                       |
| kpt. / mjr piech. Konrad Żelazny                       | VII 1922 – 1924          | dowódca III baonu                                     |
| mjr piech. Jan Czapracki                               | IV 1924 – 1925           |                                                       |
| mjr piech. Feliks Pukło                                | 1928 – II 1929           | dyspozycja dowódcy OK VIII                            |
| mjr piech. Edward Maetze                               | VII 1929 – III 1932      | dowódca baonu w 36 pp                                 |
| mjr piech. Rafał Sołtan                                | III 1932 – XI 1934       | kwatermistrz Szkoły Podchorążych Piechoty             |
| mjr piech. Tadeusz Stanisław Gontarski                 | XI 1934 – 1939           |                                                       |
| kpt. piech. Władysław II Stefanowicz                   | IX 1939                  |                                                       |
| 67 Pułk Piechoty                                       |                          |                                                       |
| mjr piech. Stefan Broniowski                           | VII 1922 – VII 1925      | dowódca I baonu                                       |
| mjr piech. Maksymilian Ferentz                         | od VII 1925              |                                                       |
| mjr piech. Ludwik Matyja                               | 1928 – 1 XII 1929        | dowódca II baonu                                      |
| mjr piech. Tadeusz I Musiałowicz                       | III 1930 – XI 1933       | dowódca baonu 49 pp                                   |
| mjr piech. Władysław Seweryn                           | od XI 1933               |                                                       |
| mjr piech. Jan Wrona                                   | 1939                     |                                                       |
| kpt. piech. Jan Baumgart                               | IX 1939                  | niemiecka niewola                                     |
| 68 Pułk Piechoty                                       |                          |                                                       |
| kpt. piech. Jan Stefan Mikułowski                      | p.o. VII 1922 – 1923     | przeniesiony do rezerwy                               |
| ppłk piech. Józef Ekkert                               | 1923 – 1924              | dowódca II baonu                                      |
| mjr piech. Wacław II Wierzbicki                        | 1924 – VI 1925           | dowódca II baonu                                      |
| mjr piech. Benedykt Serafin                            | VI 1925 –                |                                                       |
| mjr piech. Roman Bowbelski                             | X 1926 – X 1927          | dowódca III/10 pp                                     |
| mjr / ppłk piech. Aleksander I Wójcicki                | XI 1927 – III 1929       | zastępca dowódcy 84 pp                                |
| mjr piech. Rudolf Ksieniewicz                          | VII 1929 – X 1931        | dowódca baonu                                         |
| mjr piech. Adam Eustachiewicz                          | X 1931 – X 1932          | kwatermistrz 72 pp                                    |
| mjr piech. Władysław Feliks Kański                     | 1 XI 1932 – VIII 1935    | komendant PKU Gniezno                                 |
| mjr piech. Alfons Kubosz                               | XI 1935 – 24 VIII 1939   |                                                       |
| kpt. piech. Julian Ruper Judziński                     | IX 1939                  | niemiecka niewola, Oflag II C Woldenberg              |
| 69 Pułk Piechoty                                       |                          |                                                       |
| mjr piech. Aleksander Kurowski                         | VII 1922 – 1924          | DOK VII                                               |
| mjr piech. Wacław I Szyller                            | 1924 – VI 1925           | dowódca I baonu                                       |
| mjr piech. Bolesław Ludwik Żurakowski                  | od VI 1925               |                                                       |
| mjr / ppłk piech. Wacław Boguszewski                   | X 1926 – III 1929        | p.o. komendanta PKU Puławy                            |
| mjr piech. Zygmunt Wałecki                             | VII 1929 – III 1932      | dowódca baonu                                         |
| mjr piech. Aleksander Salwik                           | 1932 – VI 1933           | inspektor WFiPW w DOK IX                              |
| mjr piech. Józef Ksieniewicz                           | VI 1933 – VII 1935       | dyspozycja dowódcy OK VII                             |
| mjr piech. Józef Zończyk                               | VIII 1935 – ?            |                                                       |
| mjr piech. Kazimierz Kosiba                            | II 1937 – VIII 1939      | dowódca nadwyżek 69 pp                                |
| kpt. Józef I Kostrzewski                               | IX 1939                  | niemiecka niewola                                     |
| 70 Pułk Piechoty                                       |                          |                                                       |
| mjr piech. Michał I Terlecki                           | 10 VII 1922 – 1924       |                                                       |
| mjr piech. Władysław Owoc                              | V 1925 – V 1927          | komendant składnicy wojennej 6 pp Leg.                |
| mjr piech. Walenty Puch                                | V 1927 – II 1929         | dyspozycja dowódcy OK VII                             |
| mjr piech. Stanisław Pilczewski                        | VII – VIII 1927          | dyspozycja dowódcy OK VII                             |
| mjr / ppłk piech. Stanisław Fedorczyk                  | XII 1929 – I 1931        | zastępca dowódcy 80 pp                                |
| mjr / ppłk piech. Jan Witold Sokołowski                | I 1931 – ?               | I zastępca dowódcy 68 pp                              |
| mjr piech. Leonard Krukowski                           | 1939                     |                                                       |
| kpt. Czesław Ciszewski                                 | IX 1939                  |                                                       |
| 71 Pułk Piechoty                                       |                          |                                                       |
| mjr piech. Wacław Boguszewski                          | VII 1922 – 1924          | dowódca III baonu                                     |
| mjr piech. Kazimierz Chmielewski                       | 1928 – 6 VII 1929        | dyspozycja dowódcy OK I                               |
| mjr piech. Mieczysław I Mroczkowski                    | do 28 VI 1933            | dowódca baonu w 64 pp                                 |
| mjr piech. Władysław Żwański                           | 28 VI 1933 – 7 VI 1934   | praktyka poborowa w PKU Grodzisk                      |
| mjr piech. Marian Markiewicz                           | od 7 VI 1934             |                                                       |
| mjr piech. Jan Foryś                                   | do IX 1939               | Ośrodek Zapasowy 18 DP, niemiecka niewola             |
| kpt. adm. (piech.) Eugeniusz Andrzej Wasilewicz        | IX 1939                  |                                                       |
| 72 Pułk Piechoty                                       |                          |                                                       |
| mjr piech. Stanisław Trzebunia                         | p.o. 1923                |                                                       |
| mjr piech. Jan Uldanowicz                              | 1924 – 1925              |                                                       |
| mjr piech. Józef Światłowski                           | do III 1929              | p.o. kierownika I referatu PKU Radom                  |
| mjr piech. Józef Kramczyński                           | VII 1929 – XII 1932      | dowódca detaszowanego baonu 55 pp                     |
| mjr piech. Adam Eustachiewicz                          | X 1932 – 1937            | dowódca III/50 pp                                     |
| mjr piech. Ksawery Wierzbowski                         | 1938 – 1939              |                                                       |
| kpt. piech. Julian Więcek                              | VIII – IX 1939           | Armia Krajowa                                         |
| 73 Pułk Piechoty                                       |                          |                                                       |
| mjr piech. Rudolf Wojnar                               | I 1924                   |                                                       |
| mjr piech. Jan Warmuziński                             | do X 1927                | dowódca I baonu                                       |
| mjr / ppłk piech. Antoni Kajetanowicz                  | X 1927 – IV 1928         | zastępca dowódcy 63 pp                                |
| mjr piech. Franciszek I Pytel                          | IV 1928 – III 1929       | p.o. kierownika I referatu PKU Postawy                |
| mjr piech. Władysław Czuma                             | od VII 1929              |                                                       |
| mjr / ppłk piech. Stanisław Undas                      | III 1931 – 1936          | zastępca dowódcy 43 pp                                |
| ppłk piech. Henryk Kowalówka                           | 1938 – 1939              | dowódca OZ 23 DP                                      |
| kpt. piech. Jan Janusz Horzemski                       | IX 1939                  | niemiecka niewola                                     |
| 74 Pułk Piechoty                                       |                          |                                                       |
| kpt. / mjr piech. Dionizy Tustanowski                  | I 1924 – 1925            | dowódca II baonu                                      |
| mjr piech. Paweł Thomas                                | 1925                     |                                                       |
| mjr piech. Stanisław Kozakowski                        | X 1926 – IV 1928         | praktyka poborowa w PKU Łódź Miasto I                 |
| mjr piech. Jan Wierzchoń                               | IV 1928 – XI 1933        | dowódca baonu                                         |
| mjr piech. Edward Kościński                            | od XI 1933               |                                                       |
| mjr piech. Józef Adolf Pelc                            | do VIII 1939             | dowódca I baonu                                       |
| kpt. piech. Michał Kozak                               | IX 1939                  | niemiecka niewola                                     |
| 75 Pułk Piechoty                                       |                          |                                                       |
| kpt. piech. Paweł Urban                                | p.o. VII 1922 – 1923     | rezerwa                                               |
| kpt. piech. Marcelin Ślósarczyk                        | 1924                     |                                                       |
| mjr piech. Józef I Kozioł                              | 1925 – X 1927            | dyspozycja dowódcy OK V                               |
| mjr piech. Julian Mamczyński                           | XI 1927 – III 1929       | dyspozycja dowódcy OK V                               |
| mjr piech. Józef Geronis de Libuschin                  | VII 1929 – IV 1934       | komendant PKU Łańcut                                  |
| mjr piech. Jan Ciołkosz                                | IV 1934 – VIII 1939      |                                                       |
| por. Michał Studziński                                 | IX 1939                  |                                                       |
| 76 Pułk Piechoty                                       |                          |                                                       |
| mjr piech. Witold Chmielewski                          | VII 1922 – 1924          | dowódca III baonu                                     |
| mjr piech. Jan Franciszek Łabiński                     | 1924 – III 1926          | dowódca I batalionu                                   |
| mjr piech. Mieczysław Gliński                          | VI 1926 – VII 1929       | dyspozycja dowódcy OK III                             |
| mjr piech. Ksawery Wierzbowski                         | VII 1929 – IV 1933       | dowódca detaszowanego III/50 pp                       |
| mjr piech. Władysław Ptasznik                          | IV 1933 – VII 1935       | dyspozycja dowódcy OK III                             |
| mjr piech. Jan Toroń                                   | VIII 1935 – VIII 1939    | dowódca III baonu, †1940 Charków                      |
| kpt. adm. (piech.) Tadeusz Józef Erben                 | IX 1939                  | niemiecka niewola                                     |
| 77 Pułk Piechoty                                       |                          |                                                       |
| kpt. / mjr piech. Władysław Zahorski                   | 1923 – 1925              |                                                       |
| ppłk piech. Stanisław Krzyż                            | IV 1928 – III 1929       | p.o. komendanta PKU Konin                             |
| mjr piech. Henryk Dmowski                              | VII – XII 1929           | p.o. kierownika I referatu PKU Tarnopol               |
| mjr piech. Władysław Orzeszko                          | III – VI 1930            | dowódca baonu                                         |
| mjr piech. Eugeniusz Zagłoba-Kaniowski                 | VI – IX 1930             | komendant PKU Tarnowskie Góry                         |
| mjr piech. Czesław Krzowski                            | III – 31 XII 1931        | stan spoczynku                                        |
| mjr piech. Władysław Mażewski                          | od III 1932              |                                                       |
| mjr piech. Wiktor Stoczkowski                          | 1939                     |                                                       |
| kpt. piech. Stanisław Juras                            | IX 1939                  |                                                       |
| 78 Pułk Piechoty                                       |                          |                                                       |
| mjr piech. Bronisław Polityński                        | VII 1922 – 1924          | dowódca detaszowanego III/50 pp                       |
| mjr piech. Alfons Stronczak                            | V 1925 – X 1926          | dowódca I baonu                                       |
| mjr piech. Piotr Frankowski                            | X 1926 – X 1927          | dowódca III/1 psp                                     |
| mjr piech. Emil Schuller                               | XI 1927 – III 1930       | dowódca detaszowanego III/50 pp                       |
| mjr piech. Bronisław I Bednarczyk                      | III 1930 – I 1931        | PKU Mińsk Maz.                                        |
| mjr piech. Ludwik Rau                                  | III 1931 – III 1939      |                                                       |
| por. piech. Witold Grabowski                           | III – 27 IX 1939         |                                                       |
| 79 Pułk Piechoty                                       |                          |                                                       |
| mjr piech. Stanisław Waradzyn                          | VII 1922 – XI 1925       | dowódca III baonu                                     |
| mjr piech. Józef I Kwiatkowski                         | XI 1925 – IV 1928        | dowódca I baonu                                       |
| mjr piech. Franciszek Kubicki                          | IV 1928 – III 1930       | dowódca 28 baonu odwodowego                           |
| mjr piech. Zygmunt Malik                               | III 1930 – VII 1935      | dyspozycja dowódcy OK IX                              |
| mjr piech. Franciszek Pająk                            | był w III 1939           | dowódca 180 pp, niewola niemiecka                     |
| kpt. Piotr Frąckiewicz                                 | IX 1939                  |                                                       |
| 80 Pułk Piechoty                                       |                          |                                                       |
| mjr piech. Jan Prokop                                  | 10 VII 1922 – 1923       |                                                       |
| mjr piech. Adam Zaręba                                 | 1924 – 1925              | dowódca III baonu                                     |
| mjr piech. Józef III Nowicki                           | 1925 – X 1926            | dowódca III/64 pp                                     |
| mjr piech. Wacław Juszkiewicz                          | X 1926 – †24 XII 1927    |                                                       |
| mjr piech. Jan Palewicz                                | IV 1928 – III 1930       | zastępca dowódcy 37 pp                                |
| mjr piech. Adam Smyk                                   | III 1930 – III 1932      | dowódca baonu                                         |
| mjr piech. Gustaw Zacny                                | III 1932 – IX 1933       | dowódca baonu w 4 psp                                 |
| mjr piech. Kazimierz Marian Dudziński                  | od XI 1933               |                                                       |
| mjr piech. Jan Słomka                                  | do 1939                  | komendant Kadry Zapasowej Piechoty Sokółka            |
| mjr piech. Jan Szopa                                   | 1939                     |                                                       |
| kpt. Janusz Dąbrowski                                  | IX 1939                  |                                                       |
| 81 Pułk Piechoty                                       |                          |                                                       |
| mjr piech. Franciszek Ksawery Sikorski                 | 1923                     |                                                       |
| mjr piech. Alfons Stronczak                            | 1924 – V 1925            | kwatermistrz 78 pp                                    |
| mjr piech. Stanisław Szyłeyko                          | V 1925                   |                                                       |
| mjr piech. Józef I Sosnowski                           | IV 1928 – 28 II 1930     | stan spoczynku                                        |
| mjr piech. Aleksander Klukowski                        | III 1930 – XII 1932      | dowódca baonu                                         |
| mjr piech. Florian Władysław Szulc                     | XII 1932 – IV 1935       | komendant PKU Warszawa Miasto IV                      |
| mjr / ppłk piech. Stefan Mrozek                        | IV 1935 – 1939           | dowódca 3 pp Grupy Grodzieńskiej                      |
| kpt. piech. Czesław Polikarp Kalinowski                | IX 1939                  |                                                       |
| 82 Pułk Piechoty                                       |                          |                                                       |
| mjr piech. Wilhelm Popelka                             | p.o. 1923                |                                                       |
| kpt. piech. Wiktor Pikulski                            | p.o. 1924                |                                                       |
| mjr piech. Roman Błażewski                             | 1925 – IV 1928           | dowódca II baonu                                      |
| mjr piech. Jan Rymsza                                  | IV 1928 – IX 1930        | p.o. komendanta PKU Łańcut                            |
| mjr piech. Lucjan Mroczkowski                          | IX 1930 – III 1934       | dyspozycja dowódcy OK IX                              |
| mjr piech. Edward Jan Pach                             | IV 1934 – 1939           |                                                       |
| kpt. piech. Alojzy Mikołaj Badziąg                     | IX 1939                  |                                                       |
| 83 Pułk Piechoty                                       |                          |                                                       |
| kpt. / mjr piech. Włodzimierz Scholze-Srokowski        | VII 19232 – 1924         |                                                       |
| mjr piech. Stanisław Undas                             | 1924 – IV 1928           | dowódca II baonu                                      |
| mjr piech. Władysław Warchoł                           | IV 1928 – VI 1933        | dowódca baonu w 5 psp                                 |
| mjr piech. Stanisław II Liszka                         | od VI 1933               |                                                       |
| mjr piech. Michał Leszczak                             | 1939                     |                                                       |
| 84 Pułk Piechoty                                       |                          |                                                       |
| mjr piech. Alfred Jan Schmidt                          | VII 1922 – XI 1924       | dowódca II baonu 39 pp                                |
| kpt. piech. Jan Czechowski                             | p.o. 1924–1925           | KOP                                                   |
| mjr piech. Józef Ignacy Wiśniewski                     | V 1925 – V 1927          | dowódca I baonu 70 pp                                 |
| kpt. / mjr piech. Kazimierz Biernat                    | V – VIII 1927            | dowódca II baonu                                      |
| mjr piech. Henryk Schenk                               | VIII 1927 – IV 1928      | dowódca III baonu 52 pp                               |
| mjr piech. Jan Karlijet                                | IV 1928 – IV 1929        | kwatermistrz 60 pp                                    |
| mjr piech. Kazimierz Biernat                           | VII – XII 1929           | komendant obwodu PW 2 psp                             |
| mjr piech. Józef Kuryłowicz                            | III 1930 – IV 1934       | komendant PKU Lwów Powiat                             |
| mjr piech. Jan IV Lachowicz                            | IV 1934 – 1938           | dowódca Baonu KOP „Ostróg”                            |
| mjr piech. Józef Żeleski                               | 1938 – III 1939          |                                                       |
| kpt. piech. Zygmunt Krysiak                            | III – IX 1939            | komendant Inspektoratu Włocławek AK                   |
| 85 Pułk Piechoty                                       |                          |                                                       |
| kpt. / mjr piech. Florian Gryl                         | 1923 – 1925              |                                                       |
| mjr piech. Jan Siedlecki                               | 1928                     |                                                       |
| mjr piech. Franciszek Uhrynowicz                       | VII 1929 – III 1930      | KOP                                                   |
| mjr piech. Kazimierz Reut                              | III 1930 – IV 1934       | komendant placu Nowa Wilejka                          |
| mjr piech. Benedykt Matarewicz                         | IV 1934 – ?              | komendant KRU Krzemieniec                             |
| mjr piech. Edward Lubowicki                            | 1939                     | Armia Krajowa                                         |
| kpt. int. Arkadiusz Kowszyk                            | IX 1939                  |                                                       |
| 86 Pułk Piechoty                                       |                          |                                                       |
| mjr piech. Kazimierz Niedźwiedzki                      | 1923 – 31 X 1924         | I oficer sztabu 2 Brygady OP                          |
| mjr piech. Juliusz Józef Pilaski                       | 1924                     |                                                       |
| mjr piech. Alfred Grefner                              | 1925 – I 1927            | dowódca II baonu                                      |
| mjr piech. Borys Fournier                              | I – V 1927               | dyspozycja dowódcy pułku                              |
| mjr piech. Emiliusz Edward Heidrich                    | V 1927 – VII 1929        | dowódca baonu w 54 pp                                 |
| mjr piech. Władysław Dzióbek                           | VII 1929 – VI 1933       | dowódca III baonu                                     |
| mjr piech. Ignacy Pilwiński                            | od VI 1933               |                                                       |
| mjr / ppłk piech. Zygmunt Blumski                      | 1937 – 1939              |                                                       |
| kpt. Piotr Antoni Zaremba                              | IX 1939                  |                                                       |
| 1 Pułk Strzelców Podhalańskich                         |                          |                                                       |
| mjr piech. Stanisław Plappert                          | VII 1922 – 24 V 1923     | Rezerwa Oficerów Sztabowych DOK V                     |
| mjr piech. Józef Łępkowski                             | 1923 – 1924              | dowódca III baonu                                     |
| mjr piech. Władysław Teodor Wojakowski                 | 1925 – V 1927            | zastępca dowódcy 5 psp                                |
| mjr piech. Antoni Starak                               | V – VIII 1927            | dowódca I baonu                                       |
| mjr piech. Marian Wójtowicz                            | VIII – X 1927            | dowódca I/59 pp                                       |
| mjr piech. Jan II Wańtuch                              | XI 1927 – X 1931         | dowódca baonu 44 pp                                   |
| mjr piech. Aleksander Jan Mroczkowski                  | X 1931 – VI 1932         | stan spoczynku                                        |
| mjr piech. Franciszek II Studziński                    | 21 VI 1932 – VI 1933     | zastępca dowódcy 27 pp                                |
| mjr piech. Jan Witowski                                | VI 1933 – VIII 1939      |                                                       |
| kpt. adm. (piech.) Izydor Templer                      | IX 1939                  |                                                       |
| 2 Pułk Strzelców Podhalańskich                         |                          |                                                       |
| mjr piech. Józef Zych                                  | VII 1922 – 1924          | dowódca I baonu                                       |
| mjr piech. dr Władysław Kumor                          | 1925                     |                                                       |
| mjr piech. Jan Marcińczyk                              | VIII 1925 – II 1927      | dyspozycja dowódcy pułku                              |
| mjr piech. Antoni Szczur                               | II 1927 – IV 1928        | praktyka poborowa w PKU Sanok                         |
| mjr piech. Andrzej Bogacz                              | IV 1928 – III 1930       | dowódca 11 Baonu Granicznego                          |
| mjr piech. Leon Krajewski                              | III 1930 – III 1932      | dowódca baonu                                         |
| Marian I Szulc                                         | III 1932 – IV 1934       | dowódca baonu 61 pp                                   |
| mjr piech. Jan Stanisław Matuszek                      | IV 1934 – ?              | I zastępca dowódcy 5 psp                              |
| mjr piech. Stanisław Stahlberger                       | 1939                     |                                                       |
| kpt. piech. Edward Solon                               | IX 1939                  |                                                       |
| 3 Pułk Strzelców Podhalańskich                         |                          |                                                       |
| mjr piech. Tadeusz Głodziński                          | 1923 – 1924              | dowódca II baonu                                      |
| mjr kontr. Andrzej Devun                               | 1925                     |                                                       |
| mjr piech. Stanisław Soczek                            | XII 1925 – III 1929      | dyspozycja dowódcy OK V                               |
| mjr piech. Tadeusz Brąglewicz                          | VII 1929 – III 1932      | dowódca baonu                                         |
| mjr piech. Mieczysław Drabik                           | III 1932 – ?             | dowódca Bielskiego Baonu ON                           |
| mjr piech. Wacław Dobkiewicz                           | 1939                     |                                                       |
| kpt. piech. Józef Żurek                                | VIII – IX 1939           | niemiecka niewola, Oflag II C Woldenberg              |
| 4 Pułk Strzelców Podhalańskich                         |                          |                                                       |
| mjr piech. Bolesław Andrzej Ostrowski                  | III 1921 – XII 1924      | dowódca I/59 pp                                       |
| mjr piech. Jan Karasiński                              | XII 1924 – 31 VII 1926   | stan spoczynku                                        |
| mjr piech. Stanisław Szuber                            | IX 1926 – X 1927         | dowódca III/41 pp                                     |
| kpt. / mjr piech. Franciszek Młynarczyk                | I 1928 – III 1931        | dowódca baonu 23 pp                                   |
| mjr piech. Władysław Antoni Stępkowicz                 | III 1931 – VI 1934       | dowódca baonu                                         |
| mjr piech. Aleksander Idzik                            | VI 1934 – 1938?          | I zastępca dowódcy 4 pp Leg.                          |
| mjr Adam Paweł Gruda                                   | do VIII 1939             | dowódca II baonu                                      |
| kpt. piech. Szczepan Leopold Orłowski                  | IX 1939                  |                                                       |
| 5 Pułk Strzelców Podhalańskich                         |                          |                                                       |
| mjr piech. Stefan Stolarz                              | 1923 – 1924              | dowódca III baonu                                     |
| mjr piech. Wacław Spilczyński                          | 1925 – X 1927            | przeniesiony służbowo do Ministerstwa Skarbu          |
| mjr / ppłk piech. Władysław Śpiewak                    | XI 1927 – III 1929       | zastępca dowódcy 29 pp                                |
| mjr piech. Rafał Nowicki                               | VII 1929 – III 1932      | dowódca baonu                                         |
| mjr piech. Piotr Parfianowicz                          | III 1932 – IV 1935       | dowódca baonu                                         |
| mjr / ppłk piech. Ludwik Dudek                         | IV 1935 – VIII 1939      | dowódca Grupy „Drohobycz”                             |
| kpt. piech. Stanisław Miro Maskowicz                   | IX 1939                  | niemiecka niewola, Oflag II C Woldenberg              |
| 6 Pułk Strzelców Podhalańskich                         |                          |                                                       |
| mjr piech. Tytus Obłaza                                | p.o. 1923                |                                                       |
| mjr piech. Ludwik Krynicki                             | od III 1924              |                                                       |
| mjr piech. Ignacy Żabnieński                           | 1924 – 1925              | dowódca I baonu                                       |
| mjr piech. Julian Pileski                              | 1925 – IV 1927           | kwatermistrz Korpusu Kadetów Nr 1                     |
| mjr piech. dr Rudolf Czerkiewski                       | IV – V 1927              | dowódca I baonu                                       |
| mjr piech. Ignacy Żabnieński                           | V 1927 – IV 1928         | dowódca III/25 pp                                     |
| mjr piech. Stanisław Kwapniewski                       | IV 1928 – III 1930       | dowódca baonu KOP                                     |
| mjr piech. Sylwester Kruczkowski                       | III 1930 – VIII 1935     | komendant PKU Złoczów                                 |
| mjr piech. Artur Pollak                                | VIII 1935 – 1937         | I zastępca dowódcy 13 pp                              |
| mjr piech. Stanisław Szkaradek                         | 1939                     |                                                       |
| kpt. piech. Karol Jan Dehnel                           | IX 1939                  |                                                       |
| 1 Batalion Strzelców                                   |                          |                                                       |
| kpt. / mjr piech. Marian Aleksander Jankowski          | 15 VIII 1926 –           |                                                       |
| kpt. piech. Stefan Kazimierz Mayer                     | – VII 1928               | Szkoła Podchorążych Piechoty                          |
| mjr piech. Wiktoryn Gieruszczak                        | III 1932 – ?             | dowódca I/13 pp                                       |
| kpt. piech. Julian Richter                             | 1939                     |                                                       |
| 2 Batalion Strzelców                                   |                          |                                                       |
| kpt. Tadeusz Czeszejko-Sochacki                        | – VIII 1929              | dyspozycja dowódcy OK VIII                            |
| mjr piech. Antoni Hajzik                               | XII 1932 – VI 1934       | dowódca baonu w 29 pp                                 |
| kpt. adm. (piech.) Ireneusz Sztompka                   | 1939                     |                                                       |
| 3 Batalion Strzelców                                   |                          |                                                       |
| mjr piech. Wiktor Eichler                              | II 1925 – VIII 1926      | kwatermistrz 26 pp                                    |
| mjr piech. Zygmunt Honkisz                             | IV 1928 – III 1931       | dowódca baonu 16 pp                                   |
| mjr piech. Stanisław Zygmunt Wojtaszewski              | III 1932 – IV 1934       | dowódca baonu 71 pp                                   |
| mjr piech. Zygmunt Honkisz                             | IV 1934 – 1938?          | stan spoczynku                                        |
| mjr piech. Stanisław Godzisław Hankiewicz              | 1938? – 1939             | dowódca 103 baonu strzelców                           |
| kpt. tab. Marian Konstanty Kozłowski                   | IX 1939                  |                                                       |
| 1 Batalion Ciężkich Karabinów Maszynowych              |                          |                                                       |
| mjr piech. Jerzy Szlifirz-Karski                       | V 1927 – III 1930        | oficer placu Bielsko-Biała                            |
| 2 Batalion Ciężkich Karabinów Maszynowych              |                          |                                                       |
| kpt. / mjr piech. Antoni Hyży                          | IX 1927 – XII 1929       | dowódca baonu 71 pp                                   |